# Butler (Illinois)
Butler es una villa ubicada en el condado de Montgomery en el estado estadounidense de Illinois. En el Censo de 2010 tenía una población de 180 habitantes y una densidad poblacional de 115,83 personas por km².

## Geografía
Buttler se encuentra ubicada en las coordenadas 39°11′56″N 39°11′56″O / 39.19889, -39.19889. Según la Oficina del Censo de los Estados Unidos, Buttler tiene una superficie total de 1.55 km², de la cual 1.55 km² corresponden a tierra firme y (0%) 0 km² es agua.

## Demografía
Según el censo de 2010, había 180 personas residiendo en Buttler. La densidad de población era de 115,83 hab./km². De los 180 habitantes, Buttler estaba compuesto por el 99.44% blancos, el 0% eran afroamericanos, el 0% eran amerindios, el 0% eran asiáticos, el 0% eran isleños del Pacífico, el 0% eran de otras razas y el 0.56% pertenecían a dos o más razas. Del total de la población el 0% eran hispanos o latinos de cualquier raza.